# Enmienda sobre la Profanación de la Bandera

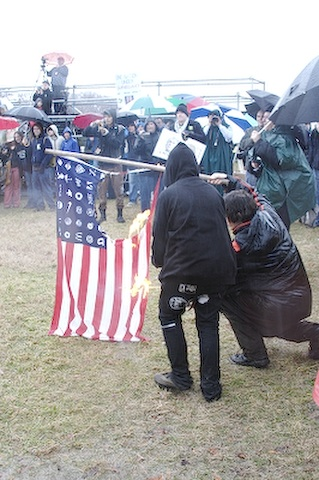
Profanación de la bandera de Estados Unidos.

La Enmienda sobre la Profanación de la Bandera (en inglés: Flag Desecration Amendment) es una propuesta de ley estadounidense, en la forma de una enmienda constitucional, que permitiría al Congreso de los Estados Unidos prohibir y sancionar la «profanación física» de la bandera de los Estados Unidos. El concepto de la profanación de la bandera sigue provocando un debate intenso en los Estados Unidos. Muchos estadounidenses consideran que la bandera es un símbolo sagrado que personifica la libertad y orgullo nacional. Otros argumentan que la profanación de la bandera es protegida por la Primera Enmienda a la Constitución de los Estados Unidos que establece la libertad de expresión, una interpretación que validó el Tribunal Supremo de Estados Unidos en el Caso Texas contra Johnson de 1989.
Aunque la enmienda propuesta es frecuentemente denominada el Flag-burning Amendment (Enmienda sobre la Quema de la Bandera) el lenguaje usado permitiría la prohibición de todas las formas de profanación de bandera. Esta definición posiblemente podría incluir otras acciones como usar la bandera en la ropa o en servilletas.
El intento más reciente de aprobar la enmienda decayó en el Congreso por solo un voto el 27 de junio de 2006. En junio de 2019 el senador Steve Daines propuso revivir al lenguaje de la enmienda. Sus esfuerzos fueron apoyado por el 45.º presidente de los Estados Unidos, Donald Trump.